# Pierre Aulard
Pour les articles homonymes, voir Aulard.
Pierre Aulard, né le 6 octobre 1763 à Fanjeaux (aujourd'hui dans le département de l'Aude) et mort le 18 juin 1815 à la bataille de Waterloo, est un général français de la Révolution et de l’Empire.

## Biographie
Fils illégitime de Jean-Pierre Aulard, boulanger, et de Marie Salvat, Pierre Aulard s'engage au régiment de Flandres en 1781. Il y sert jusqu'en 1791, époque à laquelle il est envoyé dans la garde constitutionnelle du Roi sur ordre du conseil d'administration. Lieutenant (avec rang de caporal) dans la dite garde le 11 avril 1792, il y est employé jusqu'à son licenciement en juillet suivant. Rentré au service comme capitaine dans la compagnie franche des chasseurs de Castelnaudary à sa formation le 16 juin 1793, il participe à toutes les campagnes de 1792 à 1805. Il est affecté au 51e régiment d'infanterie de ligne lorsqu'il devient chef de bataillon par décret impérial du 12 janvier 1807.
Blessé à la cuisse droite à l'affaire du 26 vendémiaire an III à l'armée des Pyrénées-Orientales, il est de nouveau blessé à la cuisse gauche lors de la bataille de Wagram le 5 juillet 1809. Officier de la Légion d'honneur le 10 août 1809, il obtient deux dotations de 2 000 francs chacune : l'une sur des biens situés en Westphalie le 18 mars 1808, l'autre sur des biens à Erfurt le 15 août 1809. Il est colonel en second commandant le 2e de ligne en 1811 lorsqu'il est créé baron de l'Empire le 11 juin. Passé en Espagne, il est blessé à Pampelune en 1813 avant d'être promu général de brigade le 15 mars 1814. Employé à l'armée du Nord dans la 2e division d'infanterie du 2e corps d'armée en mars 1815, il est tué à la bataille de Waterloo le 18 juin 1815.

## Distinctions
- Baron de l'Empire le 11 juin 1810 ;
- Légion d'honneur :
  - Chevalier de la Légion d'honneur le 11 frimaire an XIII, puis,
  - Officier de la Légion d'honneur le 10 août 1809 ;
- Ordre royal et militaire de Saint-Louis :
  - Chevalier de Saint-Louis le 16 janvier 1815.

## Armoiries
| Figure | Blasonnement |
|        | Armes du baron Aulard et de l'Empire Coupé : au 1er, parti à dextre d'argent, fascé d'azur de six pièces, à six étoiles de l'un en l'autre, mises en bande, et à senestre des Barons militaires ; au 2e, de sable à un lion d'or, tenant de la patte senestre un drapeau et de la dextre une épée, le tout d'argent., |